# Двурядка меловая
Двуря́дка мелова́я (лат. Diplotāxis cretācea) — многолетнее травянистое растение; вид рода Двурядка (Diplotaxis) семейства Капустные (Brassicaceae).

## Ботаническое описание
Гемикриптофит. Многолетнее травянистое растение 40—60 (до 80) см высотой, со стержневым корнем.
Стебли многочисленные, ветвистые, от самого основания усаженные мелкими, вниз обращёнными волосками, вверху голым; листья до 8 см длиной, светло-зелёные, сосредоточены в нижней части растения, продолговатые, перистораздельные или перисто-рассечённые, с продолговато-ланцетными, на верхушке тупыми, почти закруглёнными долями.
Цветки жёлтые, в конце цветения оранжевые, собраны в кисть. Чашелистики длиной 4—5 мм, волосистые; лепестки 7—9 мм длиной, 4 мм шириной, жёлтые. Цветёт в июне — сентябре.
Плоды — голые стручки длиной 30—40 мм, шириной около 2—2,5 мм, голые, на верхушке с очень коротким (0,5—1 мм) мясистым столбиком, на плодоножках длиной около 15 мм; семена коричневые, овальные, длиной до 1 мм, шириной 0,5 мм. Плодоносит в июле — октябре. Размножается семенами.

## Распространение и местообитание
Встречается в России и на Украине в бассейнах pек Северского Донца, Дона и Волги в пределах лесостепной и степной зон.
Лимитирующие факторы — разработка карьеров, посадка лесных культур по меловым склонам, выпас скота.

## Охранный статус

### В России
В России вид входит в Красные книги таких регионов как: Белгородская, Курская, Ростовская и Самарская области. Растёт на территории заповедников Белогорье и Хопёрский.

### На Украине
Входит в Красную книгу Украины, охраняется в отделении «Меловая флора» Украинского степного природного заповедника, НПП «Святые горы», заказнике общегосударственного значения «Марьина Гора» и на территории памятника природы общегосударственного значения «Горькая Балка» в Амвросиевском районе Донецкой области.